# Emma Bosch Castell
Emma Bosch Castell (Sabadell, Vallès Occidental, 22 de febrer de 1971 — Sabadell, Vallès Occidental, 26 de març de 1994) fou una esquiadora catalana.
Membre del Club Alpí Falcó de Sabadell, es formà al Centre d’Iniciativa Tècnica Esportiva. Destacà en categories infantils i aconseguí diverses medalles de bronze als Campionats d'Espanya absoluts en les proves d'eslàlom, gegant i supergegant. També participà a diferents proves de la Copa d'Europa i al Campionat del Món de 1991. Amb la selecció espanyola competí als Jocs Olímpics d'Hivern d'Albertville en la prova de gegant. Morí com a conseqüència d'un atac epilèptic que li provocà un vessament cerebral.

## Palmarès
Campionats de Catalunya
- 1 medalla d'argent en gegant: 1987

Campionats d'Espanya
- 1 medalla de bronze en eslàlom: 1991
- 1 medalla de bronze en gegant: 1993
- 1 medalla de bronze en supergegant: 1991